# MAYA STAFFING
株式会社MAYA STAFFING（マヤ スタッフィング）は、東京都新宿区に本社を置くビジネス・プロセス・アウトソーシング事業（コールセンター受託運営など）や人材派遣事業を営む会社である。

## 概要
東京都新宿区に本社を置くMAYAグループ（MAYAホールディングス）にて、人材サービス事業とITソリューション事業を展開していたMAYA SYSTEMから人材サービス事業を2017年10月に会社分割し株式会社MAYA STAFFINGが設立された。
総合人材サービスを提供し、コールセンターの受託運営・人材育成や、ICT運用支援、営業代行などのBPO受託事業を主軸に、人材派遣業や人材紹介業、およびHRコンサルティングを行っている。北海道から九州まで計8拠点をもち、岩手県盛岡市と新潟県新潟市にBPOセンターを設け、主な業務事例としては官公庁・自治体や通信・インフラ系など多岐にわたるコンタクトセンター業務を運営している。

## 拠点
- 本社所在地 -  東京都新宿区新宿住友ビル
  - 北海道支店 -  北海道札幌市
  - 東北支店 -  宮城県仙台市
  - 岩手BPOセンター -  岩手県盛岡市
  - 新潟BPOセンター -  新潟県新潟市
  - 東海支店 -  愛知県名古屋市
  - 関西支店 -  大阪府大阪市
  - 四国支店 -  愛媛県松山市
  - 九州支店 -  福岡県福岡市

## 沿革[1]
- 2011年
  - 2月 - 人材事業を営む株式会社General Support を買収・商号変更し、株式会社MAYA SYSTEMを設立
  - 5月	- 特定労働者派遣事業許可番号を取得
- 2012年7月 - 東京都台東区に本社移転
- 2013年10月 - 有料職業紹介事業許可番号を取得
- 2014年7月 - 関西初の支社を開設（現：関西支店）
- 2015年
  - 2月 - 東京都中央区に本社移転
  - 6月	- 一般労働者派遣事業許可番号を取得
  - 9月 - 池袋支店を開設（現：MAYA STAFFING コンタクトセンター事業本部）
  - 10月 - 東海支店を開設（現：MAYA STAFFING 東海支店）
  - 12月 - 株式会社MAYA FOODIAを設立（現：株式会社MAYA LIFE STYLE）
- 2016年
  - 1月 - クラウドSIM テクノロジー事業としてWi-Fiレンタルサービス「jetfi」を開始
  - 2月	- 東京都経営革新計画の承認を取得
  - 3月 - IoT事業を営む株式会社MOVIMASを設立
  - 4月 - 新宿野村ビルに本社移転
- 2017年10月 - 株式会社MAYA SYSTEMから人材サービス事業を分割し、株式会社MAYA STAFFINGを設立
- 2018年
  - 4月 - 東北支店と九州支店を開設
  - 9月	- 株式会社MAYA LIFE STYLEを100％子会社とする、四国支店を開設
- 2019年4月 - 電気通信工事を営むウェル通信企画株式会社を買収・商号変更し、株式会社MAYAエンジニアリングを設立
- 2020年
  - 5月 - 国内7拠点目である北海道支店を開設
  - 10月 - 新潟BPOセンターを開設（自社運営コンタクトセンター第1号、最大席数300）[3]
- 2021年
  - 8月 - 新宿住友ビルに本社移転
  - 9月	- 岩手BPOセンターを開設（自社運営コンタクトセンター第２号、最大席数300）[4]
  - 10月 - 日本語教育専業のbun.style株式会社との合弁で、グローバル人材事業を営む株式会社MAYA MIRAIを設立

## スポンサード
- ベガルタ仙台 オフィシャルスポンサー (2021年－) [5]

## グループ会社[2]
- MAYAホールディングス
- MAYA SYSTEM
- MAYAネットソリューションズ
- MAYAエンジニアリング
- MAYA MIRAI
- MAYA LIFE STYLE
- MAYA SUSTAINERGY
- MAYA VIETNAM CO., LTD.